# 10760 Ozeki
10760 Ozeki este un asteroid din centura principală de asteroizi.

## Descriere
10760 Ozeki este un asteroid din centura principală de asteroizi. A fost descoperit pe 15 octombrie 1990 la Kitami de Kin Endate și Kazuro Watanabe. Asteroidul prezintă o orbită caracterizată de o semiaxă mare de 2,21 ua, o excentricitate de 0,13 și o înclinație de 4,7° în raport cu ecliptica.